# 巴拉季夫卡 (諾維布格區)
47°35′39″N 32°21′18″E / 47.59417°N 32.35500°E
巴拉季夫卡（烏克蘭語：Баратівка），是烏克蘭南部的村莊，隸屬尼古拉耶夫州的巴什坦卡區。該村始建於1782年，面積1.18平方公里，海拔高度15米，2001年人口753，人口密度每平方公里638.1人。